# Pithecops tsushimana
Pithecops tsushimana är en fjärilsart som beskrevs av Shirozu 1959. Pithecops tsushimana ingår i släktet Pithecops och familjen juvelvingar. Inga underarter finns listade i Catalogue of Life.